# Ole Vagner
Ole Vagner (født 20. december 1949 i Esbjerg) er en dansk iværksætter, direktør, rigmand og tidligere bankmand. I 1989 stiftede han ejendomskoncernen Keops, som han solgte til islandske Baugur Group i 2007 for et milliardbeløb, hvilket gjorde ham til en af Danmarks rigeste. Siden har han tabt voldsomme summer på forskellige investeringer, og i 2014 søgte han om rekonstruktion, da han havde tabt alle de penge, som han fik ved salget af Keops.
I 2013 startede han en lotto virksomhed i Cambodia, som han solgte i 2019.
Efter 12 år i Cambodia, bor Ole Vagner bor nu i Hirtshals med sin nye kone Somaly, som han har fået to børn med. Så nu har han i alt seks.  

## Karriere
Vagner blev født i Esbjerg og blev elev i Kjøbenhavns Handelsbank i samme by i 1970. Han gik på Handelshøjskolen i København fra 1973-75. Han blev senere underdirektør i Himmerlandsbanken og direktør i Alm. Brand Bank.
Han grundlagde firmaet InvesterPartner i 1989 med en kapital på 500.000 kr. (ca. 823.000 i 2013-DKK). Virksomheden ændrede navn til Keops, og blev bl.a. kendt for sine risikable ejendomsprojekter og ejendomsobligationer, som Vagner var med til at opfinde. I 1998 blev Keops børsnoteret og havde få år efter en milliardomsætning.
I 2003 købte han en ejendom på Strandvejen i Vedbæk for 31,5 mio. kr. Ejendommen er på 659 m2 og blandt en af de største på Strandvejen.
I 2005 købte islandske Baugur Group 30 procent af aktierne i Keops, og Vagner fik ca. 66,5 mio. kr. (ca. 78,34 mio. 2014-DKK) ud af handlen. To år senere blev hele Keops solgt til Stodir, der var en del af Baugur Group. Keops blev solgt til en markedsværdi på 4,4 mia. kr. (ca. 5 mia. i 2013-DKK). Vagner solgte også sine aktier og fik omkring 1,3 mia. kr. (ca. 1,48 mia. i 2013-DKK). Dette gjorde ham til en af Danmarks rigeste med en formue på omkring 2,6 mia. kr. og han indkøbte bl.a. en dyr dressurhest til sone kone og en Aston Martin. Han blev ligeledes kunde i rigmandsbanken Capinordic, hvor han havde 10 % af aktierne, da banken gik konkurs. Ved overdragelsen af Keops trådte han ud af bestyrelsen, som han ellers havde været en del af siden grundlæggelsen i 1989.
Formuen forvaltede han i sit private holdingselskab Vagner Holding A/S, der investerede penge. I 2008 begyndte han  i sin Oyster 62 en jordomsejling, som han dog måtte afbryde for at tage hånd om enorme tab på sine ejendomsinvesteringer. Dette år tabte han 840 mio. kr, og hans formue var skrumpet fra 1,5 mia. til omkring 800 mio. kr.
I 2008 købte han ca en tredejedel af aktiekapitalen i Nordicom for kr. 400 mio., som siden blev værdiløse Hans investeringer viste sig dog at give et negativt afkast på 400 millioner kroner. Vagner havde også investeret store summer i svenske ejendomme via selskabet Kefren Properties, men da lånene i ejendommene skulle refinancieres og gælden oversteg 88 procent blev virksomheden erklæret konkurs. Ejendommene blev solgt med enorme tab, da de 219 ejendomme kom på tvangsauktion, hvilket reducerede Vagners formue yderligere. Ejendommene var bl.a. finansieret med de ejendomsobligationer som han havde opfundet i Keops. Han mistede også mange penge på et K/S-projekt i Frankfurt, hvor han investerede i et SAS-hotel.
I regnskabåret 2013 havde Vagner et tab på 330 mio. kr. I oktober 2014 rapporterede Jyllands-Posten, at han havde søgt om rekonstruktion af sin privatøkonomi, så han gennem gældssanering og frasalg kunne undgå konkurs. Han havde tabt de 1,3 mia. DKK, som han fik ved salget af Keops, og han har bl.a. været nødsaget til at sælge sin Bentley, men kunne fortsat bo i villaen på Strandvejen. Han havde dog planer om at starte virksomhed efter saneringen, dog ikke i Danmark, men i Asien, hvor han stiftede Cambodia Holding Denmark i Cambodia i 2013. I juni 2015 skrev Ekstrabladet at han havde fået eftergivet 497,7 millioner i gæld fra banken. Derudover skal han betale 22 millioner samt 60 % af overskuddet fra lotto-firmaet kaldet Lucky Star Dragon Lotto i Cambodia. Desuden har han lånt 20 millioner privat af en ven til finansieringen af rekonstruktionen.
I december 2016 skrev Dagbladet Børsen at Vagner risikerede en personlig konkurs, da han ifølge Sø- og Handelsretten i strid med reglerne havde brugt sin ven  til at få stemt rekonstruktionen igennem blandt sine kreditorer. Forud for afstemningen havde han fået Schrøder til at købe en fordring på Vagner af Nykredit, som havde været den største kreditor. Vennen hjalp Vagner, da vennen tidligere havde tjent et trecifret millionbeløb ved ejendomshandler, som Vagner har rådgivet ham i. De øvrige kreditorer var SKAT, Finansiel Stabilitet, Arbejdernes Landsbank samt en tysk bank. Årsagen til sagens pludselige drejning var at bagmandspolitiet gennem ransagning hos Vagner privat havde fundet belastende mails, hvor Vagner og vennen sammen havde aftalt hans køb af Vagners gæld Nykredit, for at give ham en fordelagtig situation ved afstemningen om rekonstruktion.  VagnerI januar 2017 udtalte Vagner at "Skat får ikke en krone af mig, hvis jeg bliver erklæret konkurs, for der er ingen aktiver i boet". Ifølge Vagner var hele sagen det rene opspind fra SKAT, der blot ville forhindre rekonstruktionen for enhver pris. Sagen endte såedes også uden tiltale, og understreges af, at SKAT ville få et millionbeløb, såfremt han kom under rekonstruktion frem for konkurs, hvor de intet fik. Om advokaterne, der står for forhandlingen med kreditorerne, udtalte han, at han følte sig "bondefanget af disse advokaters jagt efter egen vinding på min bekostning."
 Han kæmpede på dette tidspunkt om retten til den ejendom, som han havde som bolig efter kreditorerne har fået deres penge.
I 2025 er Vagner blevet tilknyttet hedge fonden Elementum, hvore han bærer titlen som CFO.

## Privatliv
Vagner vargift med Lotte Vagner (dæd 2013), og sammen har de fire voksne børn. Han sejler, og har bl.a. forsøgt at sejle jorden rundt i sin sejlbåd. Han spiller bas i sit eget band kaldet A-band, der har eksisteret siden 1997, og spiller rock og 60'er-musik. I 2008 spillede de på Esbjerg Rock Festival.
I 2003 flyttede Vagner og familien til en stor villa på Strandvejen nord for København. I april 2015 blev den sat til salg for 52 mio. DKK. I januar 2017 var den sat ned til 44 mio. kr. Vagner boede i perioden 2013 - 2019 hovedsagelig i Cambodia. Vagner fik i 2010 bygget en kæmpe hesteejendom ved Fredensborg, foræret til sin kone og hendes store passion for dressurheste. Her boede Lotte selv og red til dagligt sine mange heste, hun også havde fået foræret af Vagner. Hesteejendommen Birkelunden er desuden til salg for 40 mio. kr. i 2015.